# Горуча
Горуча, Гаруча-Богаз, Крача-Богаз — перевал в Крыму Главной гряды Крымских гор.
Высота над уровнем моря 743 метра.
Древняя дорога (тропа Кок-Таш-богаз) через горный проход связывала село Зеленогорье (Арпат) и Белогорск (Карасубазар). Перевал в понижении между горой  Кокташ (816 м) в 400 метрах к юго-западу и горой Сори (982 м) в 1.4 км к востоку юго-востоку. 
Видовая точка на Арпатскую долину. Район туризма. От перевала проходят тропы нескольких туристических маршрутов, в том числе экологический маршрут «Арпатская подкова». В средние века через перевал вела дорога, в настоящее время не везде проезжая, сейчас тропа.